# Symplegma bahraini
Symplegma bahraini is een zakpijpensoort uit de familie van de Styelidae. De wetenschappelijke naam van de soort werd in 1997 voor het eerst geldig gepubliceerd door het echtpaar Claude en Françoise Monniot.